# Sundbysjön (Dunkers socken, Södermanland)
Sundbysjön är en sjö i Flens kommun i Södermanland och ingår i Nyköpingsåns huvudavrinningsområde. Sjön har en area på 0,199 kvadratkilometer och ligger 32,3 meter över havet.

## Delavrinningsområde
Sundbysjön ingår i det delavrinningsområde (656153-155160) som SMHI kallar för Utloppet av Skundern. Medelhöjden är 54 meter över havet och ytan är 34,84 kvadratkilometer. Det finns inga avrinningsområden uppströms utan avrinningsområdet är högsta punkten. Husbyån (Jättnaån) som avvattnar avrinningsområdet har biflödesordning 2, vilket innebär att vattnet flödar genom totalt 2 vattendrag innan det når havet efter 96 kilometer. Avrinningsområdet består mestadels av skog (50 procent), öppen mark (11 procent) och jordbruk (24 procent). Avrinningsområdet har 2,99 kvadratkilometer vattenytor vilket ger det en sjöprocent på 8,6 procent.